# Vladislav Frolov
Vladislav Jurjevitj Frolov (ryska: Владислав Юрьевич Фролов), född den 25 januari 1980, är en rysk friidrottare som tävlar på 400 meter.
Frolovs genombrott kom vid EM i Göteborg 2006 då han slutade tvåa på 400 meter, efter Marc Raquil. Hans tid från finalen, 45,09 är likalydande med hans personliga rekord.
Under 2007 blev han silvermedaljör i stafett över 4 x 400 meter vid EM inomhus. Utomhus deltog han vid VM i Osaka där han blev utslagen redan i försöket. 
Han deltog även vid Olympiska sommarspelen 2008 där han blev bronsmedaljör i stafetten på 4 x 400 meter.